# SSE Composite Index

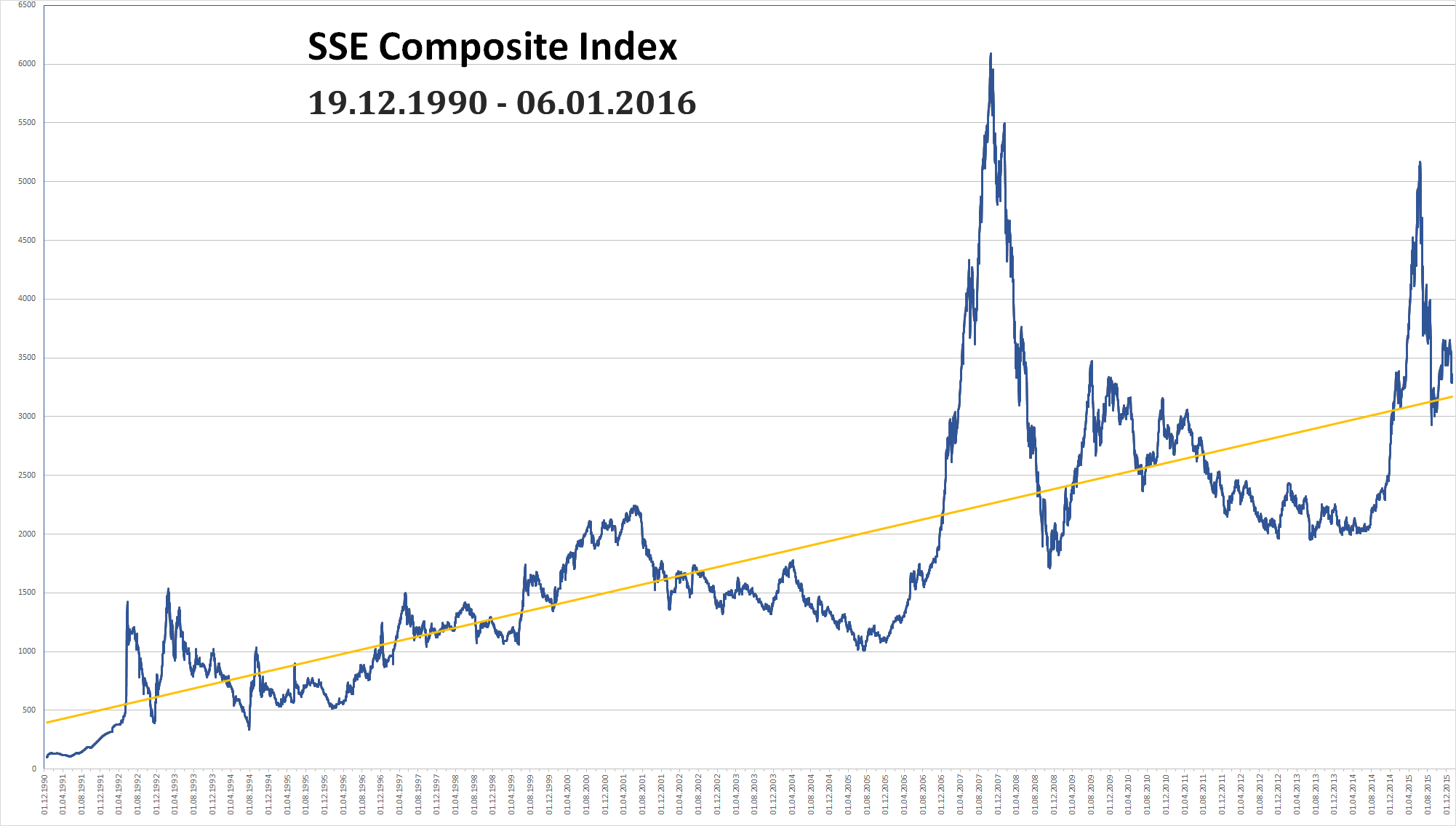
Índice compuesto SSE de diciembre de 1990 a diciembre de 2012 (precios de cierre diarios)

El SSE Composite Index (Chino: 上海证券交易所综合股价指, 简称上证综指; 
Pinyin: shàng hǎi zhèng quàn jiāo yì suǒ zōng hé gǔ jià zhǐ jiǎn chēng shàng zhèng zōng zhǐ) es un índice bursátil con todas los valores (acciones clase A y clase B) que se negocian en la bolsa de Shanghái - Shanghai Stock Exchange (SSE).

## Peso de los valores y cálculo
Todos los índices del SSE se calculan mediante la fórmula de pesos de Paasche. El día base de cálculo del índice es el 19 de diciembre de 1990, y el Periodo Base es la capitalización bursátil de todas las acciones ese día. El Valor base es 100 puntos. El índice fue lanzado el 15 de julio de 1991.
- La fórmula es:

Valor del índice = Capitalización de mercado total de las acciones × Valor Base / Periodo Base
Capitalización total = ∑ (precio × acciones emitidas)

## Composición
La lista completa de todos los valores del índice puede encontrarse en SSE (o en Yahoo! Finance). Las 50 empresas con mayor capitalización de mercado se listan más abajo:
- Air China
- Aluminum Corporation of China
- Bank of China
- Bank of Communications
- Baoshan Iron & Steel
- Beijing Gehua CATV Network
- Beijing North Star
- China Citic Bank
- China Life Insurance
- China Merchants Bank
- China Merchants Energy Shipping
- China Minsheng Banking
- China Petroleum & Chemical
- China Shipping Development Company
- China United Telecommunications Corporation
- China Yangtze Power
- Citic Securities
- Daqin Railway
- Founder Technology Group
- GD Power Development
- Guangshen Railway Company
- Handan Iron & Steel
- Hua Xia Bank
- Huaneng Power International
- Industrial and Commercial Bank of China
- Industrial Bank
- Inner Mongolia BaoTou Steel Union
- Inner Mongolia Yili Industrial Group
- Jiangxi Copper
- Jiangxi Ganyue Expressway
- Kweichow moutai
- Long March Launch Vehicle Technology
- Offshore Oil Engineering
- Orient Group
- Ping An Insurance
- Poly Real Estate Group
- Shanghai Automotive
- Shanghai International Airport
- Shanghai International Port (Group)
- Shanghai Oriental Pearl
- Shanghai Petrochemical
- Shanghai Pudong Development Bank
- Shanghai Zhenhua Port Machinery
- Shenergy Company
- Sichuan Hongda
- Tianjin Port
- Tsinghua Tongfang
- Wuhan Iron and Steel
- Yantai Wanhua Polyurethanes
- Youngor Group